# Five O'Clock Tea

Five O'Clock Tea est une phonoscène réalisée par Alice Guy en 1905.

## Synopsis
Enregistrement d'un succès de Dranem : Five O'Clock Tea, chanson comique de Jules Combe et Désiré Berniaux.

## Analyse
Il s'agit d'une des douze phonoscènes enregistrées par Dranem pour le Chronophone Gaumont.
Dranem entre en scène, chante, quitte la scène puis revient saluer le public, exactement comme si l'on était au café-concert. 

## Fiche technique
- Titre : Five O'Clock Tea
- Réalisation : Alice Guy
- Société de production : Société L. Gaumont et compagnie
- Pays d'origine :  France
- Genre : Film musical
- Durée : 3 minutes
- Dates de sortie : 1905
- Licence : Domaine public

## Distribution
- Dranem

## Autour du film
Le rideau de scène devant lequel chante Dranem est orné du "G" à la marguerite de la société Gaumont. Il représente des bouquets de fleurs qui tournoient et est inspiré de l'affiche signalant les spectacles de Dranem.

Une partie du film est sans doute manquante car l'image de la version proposée dans le coffret de DVD Le cinéma premier 1897-1913 volume 1 édité par Gaumont en 2008, s'arrête à un moment de la chanson pour que la synchronisation de la suite de la chanson soit assurée. 